# François-Simon Houlié
Pour les articles homonymes, voir Houlié.
François-Simon Houlié est un architecte français du XVIIIe siècle.

## Biographie
Houlié fut l'élève de Jean-Baptiste Bullet de Chamblain et de Germain Boffrand et épousa la fille de l'architecte Jacques-Richard Cochois. 
Boffrand le présenta au comte-abbé de Clermont, prince du sang de la maison de Condé, fondateur de l’Académie du Petit-Luxembourg, que fréquentait le célèbre architecte.

« La carrière de Houlié, bon praticien, ne fut pas celle d'un artiste reconnu, mais d'un architecte subalterne et courtisan" ...état qu'il partagea avec un de ses célèbres clients, Louis II du Bouchet de Sourches, pour qui il réalisa vers 1750 le mobilier du grand salon ou "Salon de Pékin" de son château d'Abondant. 
En 1762, dans une lettre à l'Académie, il "aligne" les noms des familles princières les plus illustres, les Bouillon, les Turenne, les Marsan, les Guéméné, les Monaco, qui avaient apprécié son dévouement et sa probité. »

— Michel Gallet

## Réalisations et principaux projets
- Hôtel de Valentinois, rue de Lille, Paris (7e arrondissement).
- Château de Coupvray, Coupvray (Seine-et-Marne), en ruines : travaux pour le cardinal Louis Constantin de Rohan-Guéméné (1697-1779).
- Château de Berny, Fresnes (Val-de-Marne), en grande partie détruit : construction d'un théâtre pour le comte-abbé de Clermont.
- Château des Rohan, Saverne (Bas-Rhin) : construction d'imposantes dépendances pour le cardinal Louis Constantin de Rohan-Guéméné.
- Projet de restauration de la cathédrale Notre-Dame de Strasbourg, présenté à l'Académie royale d'architecture en 1760.
- Immeuble à l'angle de la rue de Bourgogne et de la rue Saint-Dominique, Paris (7e arrondissement), 1778 : pour la comtesse de Lordat. Sur la rue, Houlié dut se conformer à l'ordonnance fixée par les architectes du prince de Condé, Claude Billard de Bélisard et Jean-François Leroy. Mais il put dresser à sa guise les élévations donnant vers l'ancien hôtel de Conti (no 16 rue Saint-Dominique).
- Hôtel Kinsky, no 53 rue Saint-Dominique, Paris (7e arrondissement) : « Houlié fut un moment l'architecte de la très exigeante princesse de Kinski, avant de s'effacer devant Charles Joachim Bénard à la fin de 1783. »[2]
- Maison d'Arginy, Chatou (Yvelines), 1773.
- Immeuble, boulevard Saint-Martin, Paris, 1779.

### Sources
- Michel Gallet, Les Architectes parisiens du XVIIIe siècle : Dictionnaire biographique et critique, Paris, Éditions Mengès, 1995, 494 p. (ISBN 2-85620-370-1)